# Lista das companhias aéreas extintas do Brasil
Lista das companhias aéreas extintas do Brasil.

## Lista
| Nome                                         | Imagem | IATA  | ICAO | Callsign         | Inicio das operações | Fim das operações | Notas                                                                                   |
| -------------------------------------------- | ------ | ----- | ---- | ---------------- | -------------------- | ----------------- | --------------------------------------------------------------------------------------- |
| Aero Amazonas Linhas Aereas                  |        |       |      |                  | 1996                 | 1996              |                                                                                         |
| AeroBrasil Cargo                             |        |       |      |                  | 1998                 | 2000              | Ramo de carga da Transbrasil. Falida                                                    |
| Aero Geral                                   |        |       |      |                  | 1941                 | 1952              | Vendida para a Varig                                                                    |
| Aerolloyd Iguassu                            |        |       |      |                  | 1933                 | 1939              | Vendida para a VASP                                                                     |
| Aeronorte                                    |        |       |      |                  | 1940                 | 1961              | Vendida para a Aerovias Brasil and later integrated into Varig                          |
| Aerovias Brasil                              |        |       | BSL  |                  | 1942                 | 1961              | Vendida para a Varig                                                                    |
| Aerovias Minas Gerais                        |        |       |      |                  | 1944                 | 1949              | Falida                                                                                  |
| Air Brasil Linhas Aéreas                     |        |       |      |                  |                      |                   |                                                                                         |
| Air Brasil                                   |        |       | BSL  |                  | 2005                 | 2012              |                                                                                         |
| Air Minas Linhas Aéreas                      |        | 6M    | AMG  | AIR MINAS        | 2002                 | 2010              | OAC revogado                                                                            |
| Air Vias                                     |        |       | AIV  |                  | 1993                 | 1995              |                                                                                         |
| ATA Brasil                                   |        |       | ABZ  | ATA BRASIL       | 2002                 | 2005              |                                                                                         |
| Atlântico Linhas Aéreas                      |        |       |      |                  | 1995                 | 1996              |                                                                                         |
| Avianca Brasil                               |        | O6    | ONE  | OCEAN AIR        | 1998                 | 2019              | Antiga Oceanair. Falida                                                                 |
| BETA Cargo                                   |        | GB    | BET  | BETA             | 1990                 | 2012              | Antiga Brasair Transportes Aéreos. OAC revogado                                         |
| BRA Transportes Aéreos                       |        | B7    | BRB  | BRA-TRANSPAEREOS | 1999                 | 2007              | Antiga Brasil Rodo Aéreo. Falida                                                        |
| Brasmex – Brasil Minas Express               |        |       | BCA  | BRASMEX          | 2001                 | 2004              |                                                                                         |
| Brava Linhas Aéreas                          |        | N7    | NHG  | HELGA            | 2006                 | 2013              | Antiga NHT Linhas Aéreas. OAC revogado                                                  |
| Central Aérea Limitada                       |        |       |      |                  | 1948                 | 1955              | Vendida para a Transportes Aéreos Nacional                                              |
| COLT Cargo                                   |        |       | XCA  | COLT             | 2013                 | 2017              |                                                                                         |
| Companhia Itaú de Transportes Aéreos         |        |       |      |                  | 1947                 | 1956              | Vendida para a Transportes Aéreos Nacional                                              |
| Companhia Meridional de Transportes          |        |       |      |                  | 1944                 | 1946              | Falida                                                                                  |
| Condor Syndikat                              |        |       |      |                  | 1924                 | 1927              | Sucedida por Syndicato Condor                                                           |
| Connect Cargo                                |        |       |      |                  | 2019                 | 2020              |                                                                                         |
| Cruiser Linhas Aéreas                        |        | J6    | VCR  | VOE CRUISER      | 2001                 | 2010              | OAC revogado                                                                            |
| Cruzeiro do Sul                              |        | SC    | CRZ  | CRUZEIRO         | 1943                 | 1993              | Vendido e posteriormente integrado com a Varig.                                         |
| Digex Aero Cargo                             |        |       | DGX  | DIGEX            | 1996                 | 1999              |                                                                                         |
| Empresa de Transporte Aéreo                  |        |       |      |                  | 1928                 | 1929              |                                                                                         |
| Flex Linhas Aéreas                           |        | JH    | FFX  | FLEX BRASIL      | 2007                 | 2010              | Antiga Nordeste Linhas Aéreas Regionais. Falida                                         |
| Fly Brasil Transportes Aéreos                |        |       |      |                  | 1999                 | 2002              |                                                                                         |
| Fly Linhas Aéreas                            |        | 4H    | FLB  | AEREAFLY         | 1995                 | 2003              |                                                                                         |
| Flyways Linhas Aéreas                        |        |       | FYW  |                  | 2014                 | 2018              | OAC revogado                                                                            |
| Helisul Linhas Aéreas                        |        |       |      |                  | 1994                 | 1998              | Vendida para a Tam.                                                                     |
| Interbrasil STAR                             |        | Q9    | ITB  | INTERBRASIL      | 1994                 | 2001              | Divisão da Transbrasil. Falida                                                          |
| Interexpress Transportes Aéreos Regionais    |        | K9    | IPM  | INTEREXPRESS     | 1996                 | 1998              | Divisão de passageiros da Itapemirim. Vendida para a TAM-Transportes Aéreos Meridionais |
| Itapemirim Transportes Aéreos                |        | 5W    | IPM  | ITAPEMIRIM       | 1990                 | 2000              | Divisão de cargas da Itapemirim.                                                        |
| ITA Transportes Aéreos                       |        | 8I    | IPM  | AEROITA          | 2020                 | 2021              | Falida.                                                                                 |
| Linhas Aéreas Brasileiras                    |        |       |      |                  | 1945                 | 1948              |                                                                                         |
| Linha Aérea Transcontinental Brasileira      |        |       |      |                  | 1944                 | 1951              | Vendida para a Real Transportes Aéreos                                                  |
| Linhas Aéreas Natal                          |        |       |      |                  | 1946                 | 1950              | Vendida para a Real Transportes Aéreos                                                  |
| Linhas Aéreas Paulistas – LAP                |        |       |      |                  | 1943                 | 1951              | Vendida para a Lóide Aéreo Nacional                                                     |
| Linhas Aéreas Wright                         |        |       |      |                  | 1947                 | 1948              | Vendida para a Real Transportes Aéreos                                                  |
| Litorânea                                    |        |       |      | LITORANEA        | 2007                 | 2009              |                                                                                         |
| Lóide Aéreo Nacional                         |        |       |      |                  | 1947                 | 1962              | Antiga Transportes Carga Aérea. Vendida para a VASP                                     |
| Mais Linhas Aéreas                           |        |       | MLI  | DEMAIS           | 2010                 | 2013              |                                                                                         |
| Master Top Airlines                          |        | Q4    | MST  | MASTER           | 2006                 | 2011              | Falida                                                                                  |
| Meta Linhas Aéreas                           |        |       | MSQ  | META             | 1997                 | 2011              | Antiga META - Mesquita Transportes Aéreos.                                              |
| NAB – Navegação Aérea Brasileira             |        |       |      |                  | 1938                 | 1961              | Vendida para a Lóide Aéreo Nacional                                                     |
| Nacional Transportes Aéreos                  |        |       | NCT  |                  | 2000                 | 2002              |                                                                                         |
| Noar Linhas Aéreas                           |        |       | NRA  | NOAR             | 2009                 | 2011              | OAC revogado                                                                            |
| Nordeste Linhas Aéreas Regionais             |        | JH    | NES  | NORDESTE         | 1976                 | 2007              | Vendida para a and later integrated into Varig. Rebranded as Flex Linhas Aéreas         |
| NYRBA do Brasil                              |        |       |      |                  | 1929                 | 1930              | Renomeada Panair do Brasil                                                              |
| Organização Mineira de Transportes Aéreos    |        |       |      |                  | 1946                 | 1957              | Vendido para a Transportes Aéreos Nacional                                              |
| Panair do Brasil                             |        | PB    | PAB  | BANDEIRANTE      | 1930                 | 1965              | Falida.                                                                                 |
| Pantanal Linhas Aéreas                       |        | GP P8 | PTN  | PANTANAL         | 1990                 | 2013              | Vendido para a TAM Airlines                                                             |
| Paraense Transportes Aéreos                  |        | QR    |      |                  | 1952                 | 1970              |                                                                                         |
| Penta Transportes Aéreos                     |        | 5P    | PEP  | AEROPENA         | 1995                 | 2005              |                                                                                         |
| Phoenix Airlines                             |        |       | PHN  | PHOENIX BRASIL   | 1995                 | 1997              |                                                                                         |
| Presidente Transportes Aéreos                |        |       |      | PRESIDENTE       | 1996                 | 2001              |                                                                                         |
| Promodal Transportes Aéreos                  |        |       | GPT  | PROMODAL         | 2003                 | 2004              |                                                                                         |
| Puma Air                                     |        | Z4    | PLY  | PUMA BRASIL      | 2002                 | 2011              |                                                                                         |
| Real Transportes Aéreos                      |        | RL    |      | REAL             | 1945                 | 1961              | Vendido para a Varig.                                                                   |
| Rico Linhas Aéreas                           |        | C7    | RLE  | RICO             | 1996                 | 2010              | Antiga RICO - Rondônia Indústria e Comércio. Falida                                     |
| Rio Linhas Aéreas                            |        | RL    | RIO  | RIO LINHAS       | 2007                 | 2017              | Antiga JetSul.                                                                          |
| Rio Sul Serviços Aéreos Regionais            |        | SL    | RSL  | RIO SUL          | 1976                 | 2002              | Vendida para a and later integrated into Varig                                          |
| Sadia Transportes Aéreos                     |        | QD    |      | SADIA            | 1955                 | 1972              | Renomeada como Transbrasil                                                              |
| SAVA Cargo                                   |        | TD    | TNS  | SAVA             | 1978                 | 1999              |                                                                                         |
| SAVAG                                        |        |       |      | SAVAG            | 1946                 | 1966              | Vendido para a Cruzeiro do Sul                                                          |
| Serviços Aéreos Condor                       |        |       |      | CONDOR           | 1927                 | 1943              | Antiga Syndicato Condor. Nacionalizada e rebatizada como Cruzeiro do Sul                |
| SETE Linhas Aéreas                           |        | 5O    | SLX  | SETE             | 1999                 | 2017              |                                                                                         |
| Skyjet Brazil                                |        |       |      | SKYJET           | 1996                 | 1996              |                                                                                         |
| Skymaster Airlines                           |        |       | SKC  | SKYMASTER AIR    | 1995                 | 2010              |                                                                                         |
| Sol Linhas Aéreas                            |        |       | SBA  | SOL              | 2008                 | 2012              |                                                                                         |
| Sterna Linhas Aéreas                         |        |       | STR  | STERNA           | 2014                 | 2017              |                                                                                         |
| Transportes Aéreos Bandeirantes              |        |       |      |                  | 1945                 | 1950              | Vendido para a Lóide Aéreo Nacional                                                     |
| TABA – Transportes Aéreos da Bacia Amazônica |        | T2    | TAB  | TABA             | 1976                 | 1999              |                                                                                         |
| TAC – Transportes Aéreos Catarinense         |        |       |      |                  | 1947                 | 1966              | Antiga Transportes Aéreos Ltda. Vendida para a Sadia Transportes Aéreos                 |
| TAF Linhas Aéreas                            |        | R9    | TSD  | TAFI             | 1995                 | 2009              | OAC revogado                                                                            |
| TAM – Transportes Aéreos Regionais           |        | KK    |      |                  | 1976                 | 2000              | Antecessora da TAM Airlines                                                             |
| TAS – Transportes Aéreos Salvador            |        |       |      |                  | 1949                 | 1962              | Vendido para a Sadia Transportes Aéreos                                                 |
| Tavaj Linhas Aéreas                          |        | 4U    | TVJ  | TAVAJ            | 1994                 | 2004              |                                                                                         |
| TEAM Linhas Aéreas                           |        |       | TIM  | TEAM BRASIL      | 2001                 | 2012              | OAC revogado                                                                            |
| Transbrasil                                  |        | TR    | TBA  | TRANSBRASIL      | 1972                 | 2001              | Antiga Sadia Transportes Aéreos. Falida                                                 |
| Transportes Aéreos Nacional                  |        |       |      |                  | 1946                 | 1961              | Vendido para a Varig                                                                    |
| Transportes Aéreos Sul-Americanos            |        |       |      |                  | 1948                 | 1949              |                                                                                         |
| Transportes Charter do Brasil                |        |       | TCJ  | Charter Brasil   | 1994                 | 2006              |                                                                                         |
| TRIP Linhas Aéreas                           |        | T4    | TIB  | TRIP             | 1998                 | 2014              | Vendido para a Azul                                                                     |
| Unex Airlines                                |        |       | UNX  |                  | 1997                 | 1999              |                                                                                         |
| Universal Transportes Aéreos                 |        |       |      |                  | 1947                 | 1948              |                                                                                         |
| Varig                                        |        | RG    | VRG  | VARIG            | 1927                 | 2006              | Falida. Ativos divididos entre Flex Linhas Aéreas and Gol Transportes Aéreos.           |
| Varig Log                                    |        | LC    | VLO  | VELOG            | 2000                 | 2012              | Ramo de carga da Varig. Falida                                                          |
| VASD                                         |        |       |      |                  | 1944                 | 1952              | Vendido para a Transportes Aéreos Nacional                                              |
| VASP                                         |        | VP    | VSP  | VASP             | 1933                 | 2005              | Falida.                                                                                 |
| VASPEX                                       |        | VP    | VSP  | VASP             | 1996                 | 2005              | Ramo de carga da VASP. Falida                                                           |
| Via Brasil Linhas Aéreas                     |        |       | VBR  |                  | 1999                 | 2002              |                                                                                         |
| Viabras                                      |        |       |      |                  | 1946                 | 1953              | Vendido para a Transportes Aéreos Nacional                                              |
| Voe Minas Gerais                             |        |       |      |                  | 2016                 | 2019              |                                                                                         |
| WebJet Linhas Aéreas                         |        | WH    | WEB  | WEB-BRASIL       | 2004                 | 2012              | Vendido para a Gol                                                                      |
| Whitejets                                    |        | W7    | WTJ  | WHITEJET         | 2010                 | 2014              |                                                                                         |